# Canthigaster marquesensis
Canthigaster marquesensis är en fiskart som beskrevs av Allen och Randall 1977. Canthigaster marquesensis ingår i släktet Canthigaster och familjen blåsfiskar. Inga underarter finns listade.